# Лапин, Степан Яковлевич
Степан Яковлевич Лапин (1901 — 1980) — советский хозяйственный, государственный и политический деятель.

## Биография
Родился в 1901 году. Член КПСС.
С 1921 года — на хозяйственной, общественной и политической работе. В 1921—1975 гг. —ответственный хозяйственный и партийный работник в Туркменской ССР, заместитель секретаря Ашхабадского горкома КП(б) Туркменистана по промышленности и транспорту, второй секретарь Ашхабадского обкома КП(б) Туркменистана, первый секретарь Ашхабадского горкома КП(б) Туркменистана, заместитель Председателя Президиума Верховного Совета Туркменской ССР.
Избирался депутатом Верховного Совета Туркменской ССР 2-8-го созывов.
Умер в Ашхабаде в 1980 году.